# Schizoglossa
Schizoglossa is een geslacht van weekdieren uit de klasse van de Gastropoda (slakken).

## Soorten
- Schizoglossa gigantea Powell, 1930
- Schizoglossa major Powell, 1938
- Schizoglossa novoseelandica (L. Pfeiffer, 1862)
- Schizoglossa worthyae Powell, 1949